# Me'Lisa Barber
Me'Lisa Barber (Livingston, 4 de outubro de 1980) é uma ex-velocista norte-americana  bicampeã mundial de atletismo. Conquistou as medalhas de ouro no  Campeonato Mundial de Atletismo de 2003, em Paris, no revezamento 4x400 m  e no Campeonato Mundial de Atletismo de 2005, em  Helsinque, no revezamento 4x100 m. Também foi campeã mundial indoor dos 60 m no Campeonato Mundial de Atletismo em Pista Coberta de 2006, em Moscou.
Sua irmã gêmea, Mikele Barber, também foi uma velocista e campeã mundial no revezamento 4x100 m em Osaka 2007.